# Друга карабаська війна
Друга карабаська війна — збройний конфлікт між збройними силами Азербайджану та самопроголошеної Нагірно-Карабаської республіки (Республіки Арцах) і Вірменії в Нагірному Карабасі (Арцасі), новий спалах нерозв'язаного карабаського конфлікту.
Військова операція азербайджанської армії в Нагірному Карабасі, яка тривала 44 дні, закінчилася успіхом для неї. Азербайджан повернув собі значну частину територій, окупованих Вірменією в ході Першої карабаської війни. Мирна угода щодо Нагірного Карабаху (Арцаху) передбачає, зокрема, введення російських миротворців, вихід вірменських сил з прилеглих до НКР (РА) районів і залишення під контролем Азербайджану частини території Нагірного Карабаху (Арцаху), зокрема, міста Шуша.

## Передумови
Зіткнення є частиною Карабаського конфлікту — суперечки щодо Нагірного Карабаху (Арцаху), регіону Південного Кавказу між Азербайджаном і Вірменією. Де-юре — це територія Азербайджану, проте фактично її контролювала невизнана Республіка Арцах (Нагірно-Карабаська Республіка) (НКР), яку контролювала Вірменія. Етнічний конфлікт розгорівся тут наприкінці 1980-х років, а після розпаду СРСР 1991 року він переріс у повноцінну війну. Перша карабаська війна закінчилася припиненням вогню 1994 року, коли Вірменія завоювала регіон Арцаху (Нагірного Карабаху), а також прилеглі Агдамський, Джебраїльський, Фюзулинський, Кельбаджарський, Кубатлинський, Лачинський та Зангеланський райони Азербайджану. Протягом трьох десятиліть відбувалися численні порушення режиму припинення вогню, найсерйознішими були зіткнення в Нагірному Карабасі 2016 року. Спроби міжнародного посередництва зазнали краху, особливо через провал мирного плану Мадридських принципів, що призвело до відновлення бойових дій.
У липні 2020 року на кордоні між Вірменією та Азербайджаном у Товузькому районі почалися бої. Тисячі азербайджанців виходили на демонстрації на підтримку війни з Вірменією, а Туреччина різкою риторикою підтримала Азербайджан.
23 липня 2020 року Вірменія оголосила про початок спільних навчань систем ППО з Росією та аналіз зіткнень у липні 2020 року. Через тиждень Азербайджан провів низку військових навчань, які тривали з 29 липня по 10 серпня, а потім знову на початку вересня за участю Туреччини. Навчання пройшли за участі бронетехніки, артилерійських установок, мінометів, а також військової авіації та засобів ППО армій двох країн. Навчання відбувалися містах в Баку, Нахічевані, Гянджі, Кюрдамирі та Євласі. Наприкінці вересня Вірменія взяла участь у спільних військових навчаннях на південному кордоні Російської Федерації, у Вірменії, а також в Абхазії та Південній Осетії. Під час 75-ї сесії Генеральної Асамблеї ООН президент Туреччини Реджеп Тайїп Ердоган зробив заяву на підтримку територіальної цілісності Азербайджану та Грузії. У вересні 2020 року Вірменія взяла участь у російських військових навчання Кавказ-2020, тоді як Азербайджан відмовився і направив лише спостерігачів.
Турецьку підтримку Азербайджану розглядають як таку, що пов'язана з експансіоністською та неоосманською зовнішньою політикою, поєднавши її втручання з політикою в Сирії, Іраку та Східному Середземномор'ї.

До відновлення бойових дій з'явилися повідомлення про те, що сотні бійців Сирійської національної армії з дивізії «Хамза» були переведені до Азербайджану, в той час як за повідомленнями турецьких ЗМІ, наближених до президента Ердогана, багато членів Загонів народної оборони та Робітничої партії Курдистану з Іраку та Сирії були переведені до Нагірного Карабаху для підготовки вірменських ополченців проти Азербайджану. Уряди Азербайджану та Вірменії заперечили звинувачення в присутності іноземних бойовиків.

Мапа бойових дій в Нагірному Карабасі
Вірменія
Азербайджан
НКР (під контролем російського «миротворчого контингенту»)
Територія, звільнена Азербайджаном
Територія, на яку претендує Республіка Арцах, але підконтрольна Азербайджану

## Хронологія бойових дій
Розпочалися вранці 27 вересня 2020 вздовж лінії зіткнення з Нагірним Карабахом. Обидві сторони повідомили про жертви серед військових та цивільного населення. У відповідь на зіткнення у Вірменії та в самопроголошеній Республіці Арцах оголошено воєнний стан та повна мобілізація, а в Азербайджані було введено воєнний стан та комендантську годину. 28 вересня в Азербайджані оголошено часткову мобілізацію.
Хронологія бойових дій в першу чергу базується на офіційних повідомленнях сторін конфлікту. Бойові дії характеризуються використанням важкої артилерії, бронетехніки, у тому числі танків, та безпілотників, а також, за повідомленнями, з використанням касетних боєприпасів, заборонених більшістю держав світу, але не Вірменією чи Азербайджаном. Конфлікт частково перекинувся за межі міжнародних кордонів: в Східному Азербайджані в Ірані падали снаряди та ракети, які не заподіяли шкоди, а Іран збив кілька безпілотних літальних апаратів (БПЛА).
Після звільнення міста Шуша, другого за величиною поселення в Нагірному Карабасі, між президентом Азербайджану Ільхамом Алієвим, прем'єр-міністром Вірменії Ніколом Пашиняном та президентом Росії Володимиром Путіним було підписано мирну угоду, що припиняє всі бойові дії в зоні нагорно-карабахського конфлікту з 00:00, 10 листопада 2020 р. за московським часом. Самопроголошений президент Арцаху Араїк Арутюнян також погодився припинити військові дії. Відповідно до заяви, оголошується про повне припинення вогню і всіх військових дій в зоні нагірно-карабахського конфлікту з 00:00 за московським часом 10 листопада 2020 року. Азербайджанська Республіка і Республіка Вірменія зупиняються на займаних ними позиціях. Уздовж лінії зіткнення в Нагірному Карабасі і вздовж Лачинського коридору розгортається миротворчий контингент Російської Федерації в кількості 1960 військовослужбовців. За погодженням сторін буде забезпечено будівництво нових транспортних комунікацій, що зв'язують Нахічеванську Автономну Республіку із західними районами Азербайджану. Республіка Вірменія повертає Азербайджанській Республіці Агдамський район і території, утримувані вірменською стороною в Газахському районі Азербайджанської Республіки, Кельбаджарський район, Лачинський район (залишаючи при цьому за собою Лачинський коридор).
12 грудня 2020 року, Азербайджан і Вірменія звинуватили один одного у порушенні режиму припинення вогню. Так, у Міністерстві оборони Азербайджану заявили, що Вірменія вчинила «провокаційні дії на звільнених територіях Азербайджану», порушивши режим припинення вогню, і що Збройні сили Азербайджану вжили заходів у відповідь. Водночас у Міноборони Вірменії, заявили, що Азербайджан відновив «активні наступальні дії» у районі населених пунктів Хін Тахлар і Хцаберд у Нагірному Карабасі, а вірменські сили вжили «відповідні дії» у відповідь.
13 грудня 2020 року, Міністерство оборони і Служба державної безпеки (СДБ) Азербайджану заявили про проведення у Нагірному Карабаху антитерористичної операції у відповідь на «провокації» з боку вірменських військових, внаслідок яких з 26 листопада було вбито четверо азербайджанських військових.

## Дії Вірменії та Азербайджану

### Вірменія

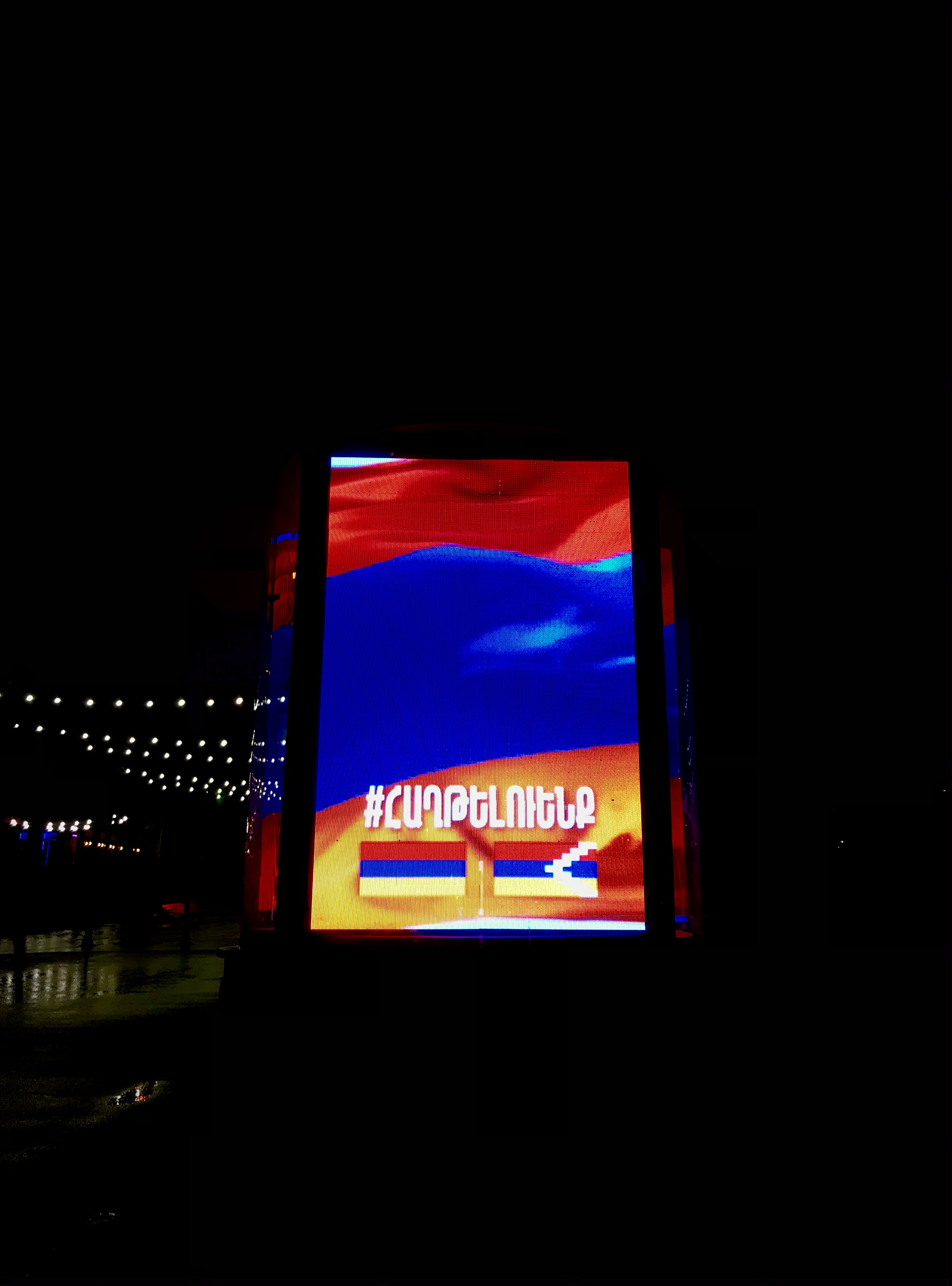
Гасло «#Հաղթելուենք» («Ми переможемо») в центрі Єревану на підтримку Карабаху, 2 жовтня 2020

28 вересня Вірменія заборонила всім чоловікам, старшим 18 років, що підлягають мобілізації, покидати країну.
29 вересня Вірменія відклала суд над експрезидентом Робертом Кочаряном та іншими колишніми чиновниками, звинуваченими у справі про заворушення після виборів 2008 року. Причиною стало те, що один з підсудних, колишній міністр оборони Вірменії Сейран Оганян, вирушив до Карабаху.
1 жовтня у Вірменії став недоступним TikTok. Того ж дня Служба національної безпеки Вірменії заявила, що заарештувала колишнього високопоставленого вірменського військового чиновника, якого звинувачують у державній зраді за підозрою у шпигунстві на користь азербайджанських спецслужб. Згодом 4 жовтня СНБ заявила, що заарештувала кількох іноземних громадян за підозрою в шпигунстві.
Вірменія відкликала свого посла в Ізраїлі на знак протесту проти продажу ізраїльської зброї Азербайджану.

### Азербайджан

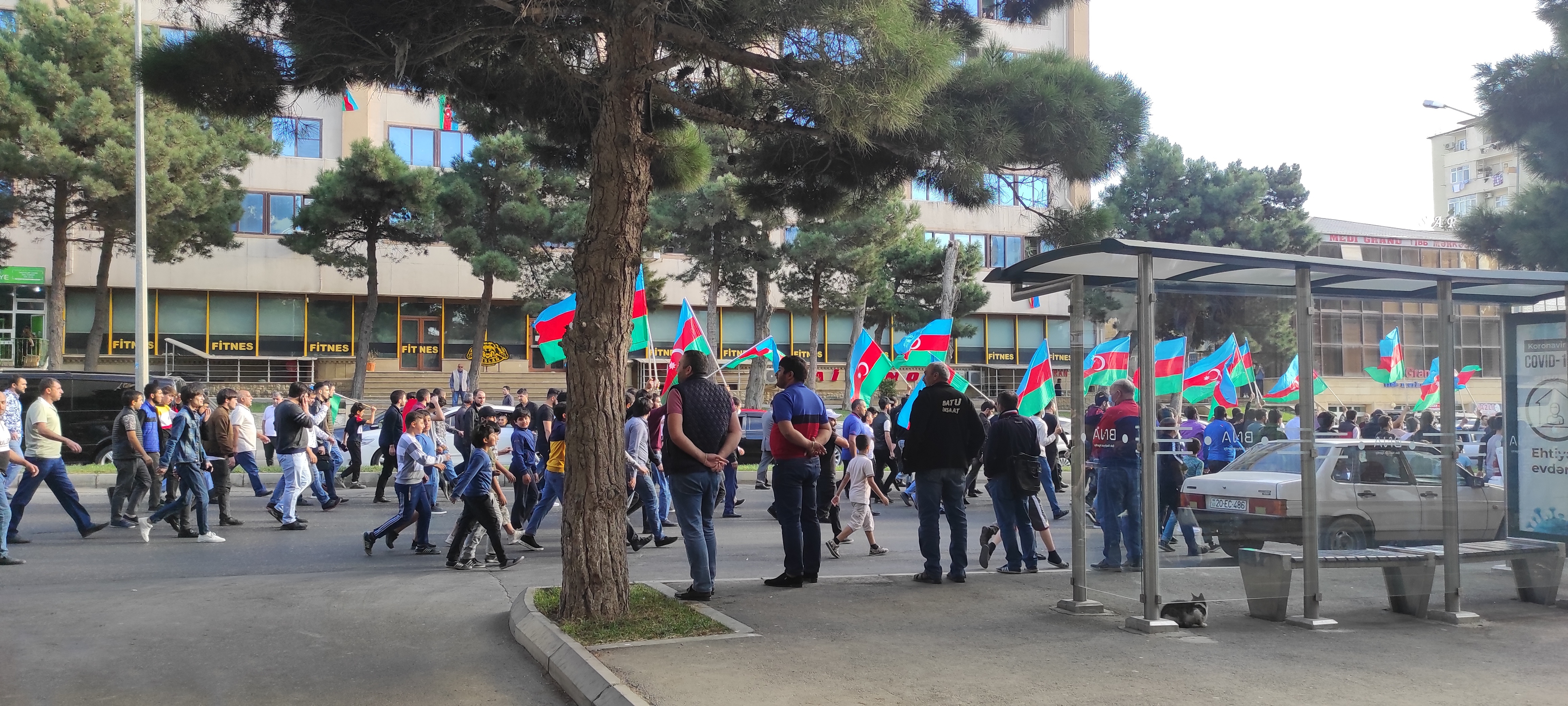
Марш азербайджанців у Баку з прапорами на підтримку ЗС Азербайджану, 1 жовтня 2020

27 вересня влада Азербайджану обмежила доступ до інтернету у всіх частинах країни після початку зіткнень. Згідно з заявою Міністерства транспорту, зв'язку та високих технологій Азербайджану, на такий крок пішли для запобігання вірменських провокацій. Державний комітет по роботі з діаспорою Азербайджану також звернувся до азербайджанців, які проживають за кордоном, не використовувати неофіційну, неуточнену та упереджену інформацію в соціальних мережах, електронних ЗМІ та інших ЗМІ. Міллі Меджліс Азербайджану оголосив комендантську годину у Баку, Гянджі, Гейгельському, Євлахському та низці районів з опівночі 28 вересня, комендантом призначено міністра внутрішніх справ Вілаята Ейвазова. Прес-служба Азербайджанських авіаліній повідомила, що всі аеропорти Азербайджанської Республіки будуть закриті для регулярних пасажирських рейсів до 30 вересня. Військові прокуратури Фюзулінського, Тертерського, Карабаського та Гянджийського районів почали слідство щодо воєнних та інших злочинів на підставі інформацій та свідчень.
28 вересня Президент Азербайджану Ільхам Алієв видав указ про часткову мобілізацію.
31 жовтня 2020 після встановлення контролю над територіями на кордоні з Іраном, Азербайджан відновив ще чотири прикордонні застави.

## Втрати
Втрати серед цивільного населення і військовослужбовців були високими і, можливо, недооцінюються, оскільки заяви про втрати не були підтверджені незалежними організаціями. Постраждали цивільні райони, включаючи великі міста, в тому числі друге за величиною місто Азербайджану Гянджа і столиця регіону Степанакерт, більшість будинків були зруйновані.

### Цивільні
За вірменськими даними станом на 27 вересня від азербайджанського обстрілу в Мартунинському районі загинули жінка та дитина та десятка дістали поранення у Степанакерті. Міністерство оборони Азербайджану заперечило ці заяви. Вірменська влада заявила, що станом на 5 жовтня загинуло 21 вірменський громадянин.
За даними азербайджанських джерел, вірменські військові атакували густонаселені райони, в яких знаходяться цивільні структури. Генеральна прокуратура Азербайджанської Республіки заявила, що станом на 5 жовтня внаслідок обстрілу вірменської артилерії в ході зіткнень загинуло 27 осіб, 141 було госпіталізовано з численними пораненнями. Жертвами стали 5 мешканців Кашалти Каракоюнлу у Нафталані; один з Евоглу; кілька жителів Тертера; двоє зі селища Шихарх Тертерського району; один з Карадагли Агдамського району; один з Горадізу, двоє з Агдаму, двоє з Бейлаґану, один з Гянджі, один з Агджабеді та один з Барди.
1 жовтня двоє французьких журналістів Le Monde, які висвітлювали зіткнення в Мартуні, дістали поранення внаслідок азербайджанського обстрілу.

### Військові

#### Азербайджан
З початку зіткнень уряд Азербайджану не надавав інформацію про число втрат.
Вірменія та Арцах повідомили про 3000 вбитих азербайджанських солдат; вони надали імена та звання щонайменше 243 вбитих азербайджанських військовослужбовців. Станом на 6 жовтня влада НКР повідомила про загибель 240 їхніх військовослужбовців, а вірменська влада повідомила про загибель пілота Су-25. Протягом 2 жовтня Армія оборони Арцаха заявила, що імовірно 830 азербайджанських військовослужбовців були вбиті або поранені.

#### Вірменія
26 березня 2021 року колишній прем'єр-міністр та міністр оборони Вірменії Вазген Манукян заявив, що у цій війні вірменська сторона втратила понад 5 тис. солдатів.

### Втрати техніки

#### Вірменія
Азербайджан заявив про знищення понад 200 танків та іншої бронетехніки; 110 одиниць іншої військової техніки; шість командних та командно-спостережних пунктів; 228 артилерійських позицій; численні РСЗВ, включаючи БМ-27 Ураган; міномети, 300 одиниць ППО, у тому числі С-300 та 15 9К33 «Оса»; 18 БПЛА, і 5 складів боєприпасів. У свою чергу один вертоліт був пошкоджений, його екіпаж зміг повернутися на азербайджанську територію без втрат. 2 жовтня Центр аналізу економічних реформ і комунікацій Азербайджану повідомив, що загальні військові втрати Вірменії склали приблизно US$1,2 мільярда.

#### Азербайджан
Вірменія та Арцах спочатку заявили про знищення чотирьох азербайджанських вертольотів, десяти танків та БМП, а також 15 безпілотників. Згодом число зросло до 36 танків і бронетранспортерів, 2 бойові броньовані машини знищено, 4 вертольоти і 27 безпілотних літальних апаратів збито за перший день бойових дій. Вони опублікували відповідні кадри, що показують знищення та пошкодження 5 азербайджанських танків Армія оборони Арцаха заявила про знищення 39 азербайджанських військових машин, включаючи танк Т-90, 4 штурмовики Су-25, 3 ударних вертольота Мі-24 та 17 БПЛА. 4 жовтня МО Вірменії повідомило про знищення трьох азербайджанських літаків і двох танків.

#### Росія
9 листопада 2020 азербайджанські військові збили з ПЗРК російський гелікоптер Мі-24 поблизу села Єрасх, у Вірменії, за кілька кілометрів від Нахічеванської Автономної Республіки Азербайджану. Двоє членів екіпажу загинули, ще один отримав поранення.

## Аналіз
В інтерв'ю 27 вересня регіональний експерт Томас де Ваал заявив, що досить малоймовірно, що воєнні дії були ініційовані вірменською стороною. «В основному вірмени виграли війну 1990-х років, у них є вся територія, яку вони хочуть», — сказав де Ваал. «Їхній стимул — нормалізувати статус-кво». «З різних причин Азербайджан розраховує, що він в чомусь виграє в цих воєнних діях», — сказав він. Ймовірна безпосередня мета Азербайджану — звільнення Фюзулинського та Джебраїльського районів на півдні Нагірного Карабаху, де місцевість менш гірська і більш сприятлива для наступальних операцій. Російський військовий експерт Михайло Ходарьонок вважав, що Азербайджан планував, підготував та розпочав наступальну операцію в Карабасі. За його словами, за 5 днів бойових дій азербайджанська армія не виконала жодного завдання першої доби, не звільнивши ні Фюзулі, ні Мартакерт, і що наступ може захлинутися.
Коментатор журналу Foreign Policy прогнозував, що Азербайджан буде відчувати великі труднощі в спробі звільнити весь Нагірний Карабах через надзвичайно важкодоступну гірську місцевість, контрольовану вірменськими військами. Крім того, готовність азербайджанської армії дуже погана: армія дуже нещасна, корумпована та неефективна, дезертирство вчинюють до 20 відсотків військовослужбовців. Незважаючи на великі інвестиції у закупівлі військової техніки за рахунок прибутків від нафти, азербайджанській армії не вистачає належної підготовки для використання нової техніки.
Аналітики, такі як Карлотта Галл, стверджували, що Туреччина, схоже, використовує конфлікт, щоб спробувати посилити свій вплив на Південному Кавказі уздовж свого східного кордону, використовуючи як військові, так і дипломатичні ресурси для розширення своєї сфери впливу на Близькому Сході і зменшення впливу Росії. Росія перебуває у військовому союзі з Вірменією, але історично дотримувалася політики збереження нейтралітету в конфлікті, а Вірменія ще не звернулася за допомогою. За словами Майкла Кофмана, директора програми вивчення Росії в CNA, якщо Вірменія не зазнає серйозних втрат, Росія навряд чи втрутиться.
В грудні було опубліковано записи розмов Ільхама Алієва та Нікола Пашиняна. Згідно записів, 2-16 року Алієв пропонував тодішньому президентові Вірменії Сержу Саргсяну 5 млрд $ за передачу НКР до складу Азербайджану, але отримав відмову.

## Заяви

### Вірменія
27 вересня прем'єр-міністр Вірменії Нікол Пашинян звинуватив владу Азербайджану у масштабній провокації. Прем'єр-міністр заявив, що «нещодавні агресивні заяви керівництва Азербайджану, широкомасштабні спільні військові навчання з Туреччиною, а також відмова від пропозицій ОБСЄ для моніторингу чітко вказують про те, що ця агресія була заздалегідь спланована і являє собою широкомасштабну провокацію проти миру та безпеки в регіоні». 28 вересня Міністерство закордонних справ Республіки Вірменія виступило із заявою, стверджуючи, що «народ Арцаху перебуває у війні з турецько-азербайджанським альянсом». Посол Вірменії в Росії Вардан Тоганян не виключив, що Вірменія може звернутися до Російської Федерації за новими поставками зброї. 29 вересня Пашинян заявив, що «Азербайджан за активної політичної та військової підтримки Туреччини розширює географію бойових дій на територію Вірменії». 30 вересня Пашинян заявив, що Вірменія розглядає можливість офіційного визнання Республіки Арцах як незалежної території. Цього ж дня Міністерство закордонних справ Вірменії опублікувало заяву, що ВПС Туреччини здійснювали провокаційні польоти по лінії зіткнення між силами Республіки Арцах та Азербайджаном, а під час агресії, розв'язаної Азербайджаном, фактично забезпечували повітряну підтримку збройних підрозділів азербайджанської армії, що наступають.
1 жовтня президент Арцаху Араїк Харутюнян заявив, що їм потрібно готуватися до довготривалої війни. Через дві доби міністерство закордонних справ НКР закликав міжнародну спільноту визнати незалежність Республіки Арцах з метою «відновити мир і безпеку в регіоні». 4 жовтня уряд Вірменії заявив, що Азербайджан використовував касетні боєприпаси проти житлових об'єктів в Степанакерті; це засудив слідчий Amnesty International.
5 жовтня міністр закордонних справ Вірменії Зограб Мнацаканян заявив Fox News, що напади азербайджанських сил на мирне населення Нагірного Карабаху буде прирівняно до воєнних злочинів і закликав до припинення агресії.

### Азербайджан

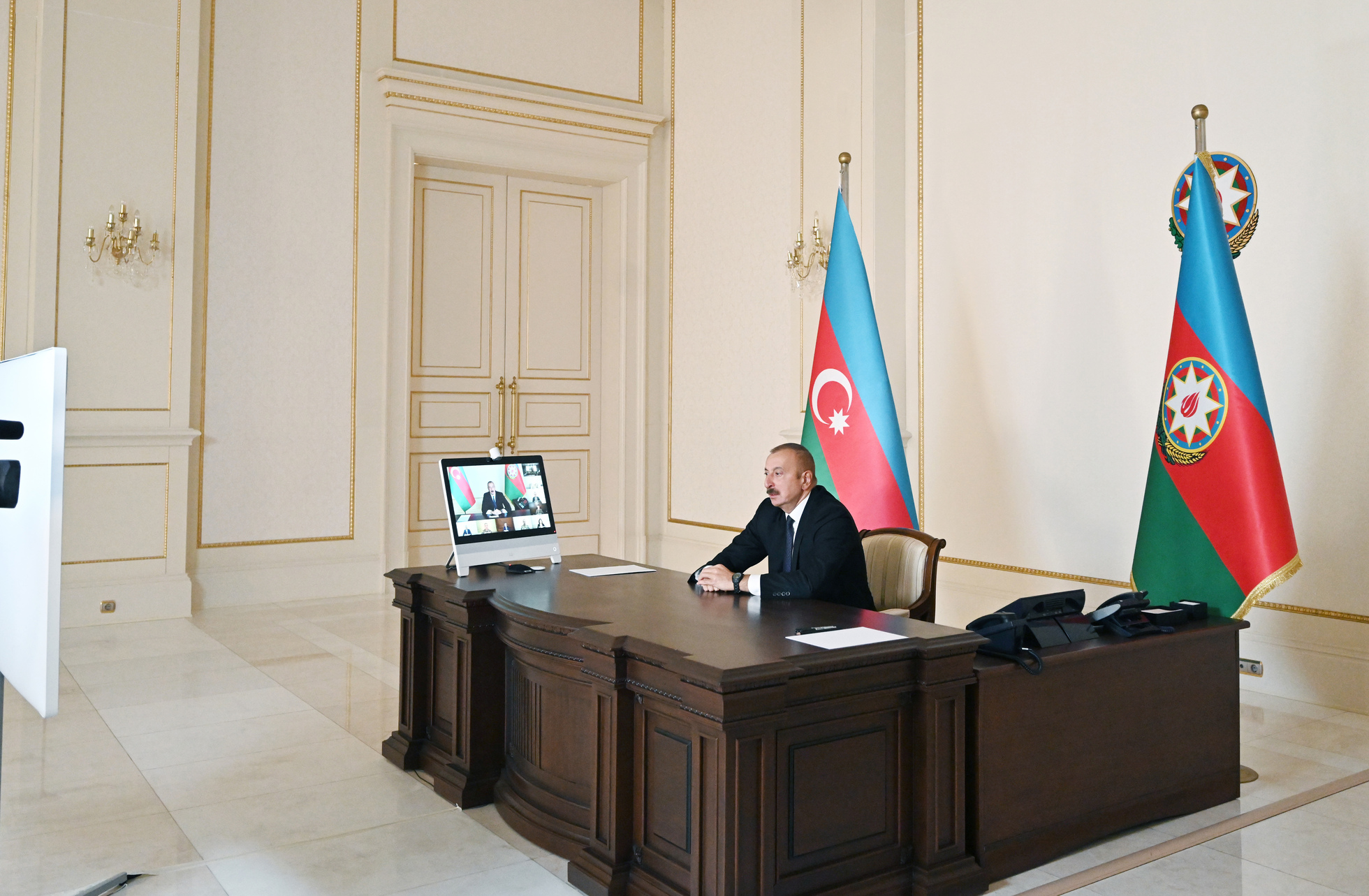
Президент Азербайджану Ільхам Алієв на засіданні Ради безпеки країни 27 вересня

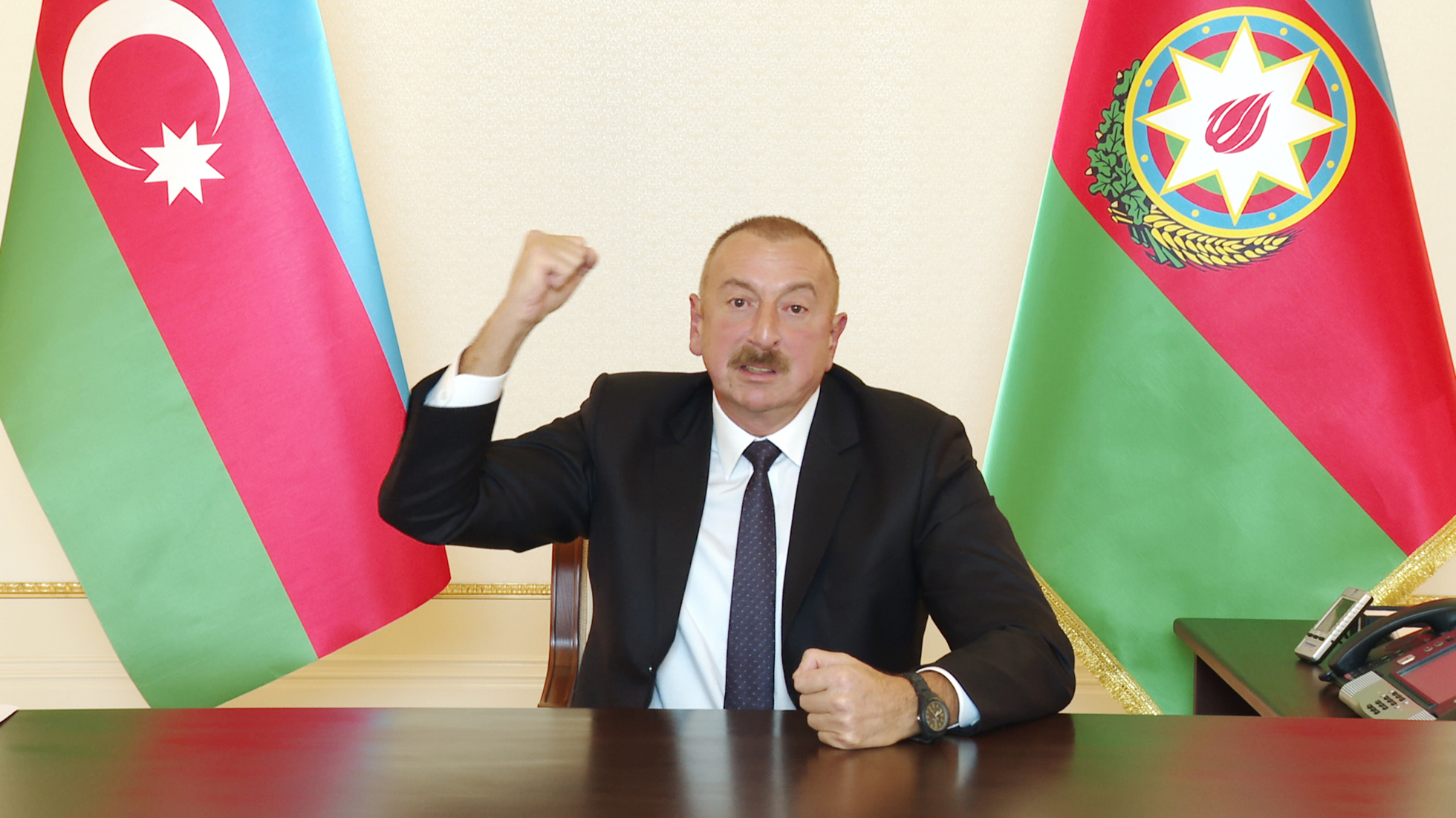
Президент Алієв підбадьорив азербайджанську армію в прямому ефірі 4 жовтня

26 вересня, за даними Міноборони Азербайджану, за день до наступу вірменські військові вели вогонь з великокаліберних кулеметів та снайперських гвинтівок у різних напрямках уздовж лінії фронту, 48 разів порушивши режим припинення вогню. Азербайджан заявив, що першою атакувала вірменська сторона, а потім азербайджанські сили розпочали контрнаступ.
27 вересня офіс президента Азербайджану Ільхама Алієва звинуватив вірменські сили у проведенні «умисного свідомого» нападу на лінію фронту, та в «умисному прицілюванні на житлові райони та мирних жителів», назвавши це «грубим порушенням міжнародного гуманітарного права». 28 вересня Офіс Президента Азербайджану заявив, що актом агресії проти Азербайджану Вірменія знищила переговорний процес, проти Азербайджану розпочалася війна, що мобілізувала народ Азербайджану на Вітчизняну війну. Офіс згодом заявив, що розміщення збройних сил Вірменії в Нагірному Карабасі є загрозою для регіонального миру, і звинуватив Вірменію у пропаганді, додавши що Збройні сили Азербайджану діють відповідно до принципів міжнародного права. У заяві Державний комітет у справах сім'ї, жінок та дітей Азербайджану опублікував заяву, в якій звинувачють вірменських військових у цілеспрямованому націлюванні на цивільне населення, зокрема жінок і дітей. Крім того, міністр закордонних справ Азербайджану спростував будь-які твердження про турецьке втручання, відзначивши наявність такої співпраці з низкою країн.
29 вересня президент Азербайджану Ільхам Алієв прийняв вірчі грамоти новопризначеного посла Пакистану в Азербайджані Білала Хайе та говорив про територіальну цілісність Азербайджану. Президент заявив, що тривала вірменська агресія та окупація призвели не лише до руйнування інфраструктури та мечетей, але і до геноциду в Ходжали та культурного геноциду, що ображають увесь мусульманський світ і є визнанням офіційної політики ісламофобії та ненависті до азербайджанців. Згодом міністерство закордонних справ Азербайджану та Генеральна прокуратура випустили спільну заяву про воєнні злочини, скоєні вірменами проти цивільного населення. Також під час брифінгу, проведеного спільно міністерством закордонних справ Азербайджану та Генеральною прокуратурою, МЗС Азербайджану вимагало від Вірменії припинити обстріли мирного населення і закликало міжнародні організації забезпечити дотримання Вірменією принципів міжнародного права. Крім того, посол Азербайджану в Росії Полад Бюльбюльогли заперечив повідомлення про найманців з Туреччини, що діють в Азербайджані, а перша віцепрезидентка Азербайджанської Республіки Мехрібан Алієва заявила, що Азербайджан ніколи не претендував на чужі землі і не вчиняв злочинів проти людства.
3 жовтня Алієв заявив, що Вірменії необхідно залишити його територію (в Нагірному Карабасі), щоб війна припинилася. Наступного дня Алієв виступив з офіційною заявою про те, що Азербайджан «пише нову історію», описавши Карабах як давню азербайджанську територію і давнє місце проживання азербайджанців, і зазначивши, що вірмени окупували територію Азербайджану, знищивши його релігійну та культурну спадщину за три десятиліття. Він додав, що Азербайджан відновить свої міста і зруйновані мечеті, і звинуватив Вірменію у фальсифікації історії. Через дві доби уряд Азербайджану повідомив, що Вірменія розгорнула касетні боєприпаси проти міст.

## Твердження про участь третіх сторін
Через географію, історію та чутливість карабаського конфлікту були висунуті звинувачення, твердження та заяви щодо участі сторонніх та міжнародних суб'єктів, у тому числі за повідомленнями ЗМІ та Сирійського спостережного центру з прав людини (SOHR).

### Туреччина та Сирійська національна армія
Через два дні після початку збройного конфлікту кілька протурецьких сирійських бійців та джерела Сирійського спостережного центру за правами людини заявили, що приватна турецька охоронна компанія почала залучати сирійських добровольців для боротьби у Карабасі; Азербайджан та Туреччина заперечили ці заяви. За повідомленням The Times частково підтвердилась участь Туреччини у направленні 200 сирійських найманців на підтримку азербайджанських військ. Офіційні представники Азербайджану і Сирійської національної армії заперечили присутність сирійців, хоча джерело з Туреччини повідомило, що ці сирійці діють незалежно і не входять до СНА. Міноборони Росії висловило стурбованість з приводу «незаконних збройних формувань» з Сирії та Лівії, які, за його словами, прибули в зону конфлікту для участі в бойових діях.
Сирійський спостережний центр за правами людини підтвердив існування в Азербайджані в цілому 320 сирійських вояків, переважно сирійсько-туркменського походження з дивізії «Султан Мурад», і зазначив, що вони не брали участь у зіткненнях. Центр зазначив, що сирійські угруповання, що складаються у більшості з арабів, відмовилися відправляти своїх бойовиків до Азербайджану. Станом на 1 жовтня 2020 SOHR підтвердив загибель 28 сирійських бойовиків та майже 60 повідомлень про поранення або зниклих безвісти за попередні два дні боїв. Пізніше Емманюель Макрон звинуватив Туреччину у відправці сирійських джихадістів до Нагірного Карабаху. За його словами, сирійські бойовихи з джихадістських угруповань добиралися до Нагірного Карабаху через транзитний пункт Газіантеп.
3 жовтня прем'єр-міністр Пашинян заявив, що в наступі Азербайджану беруть участь сирійські найманці і терористи разом зі спеціалістами турецької армії у тому числі 150 високопоставлених турецьких військових офіцерів, розміщених на азербайджанських командних пунктах та безпосередньо керують воєнними операціями.
4 жовтня SOHR повідомив, що щонайменше 72 протурецьких сирійських бойовиків з понад 1200 загинули у зіткненнях. Тим часом неопізнаний лідер СНА, статті Jesr Press і The Guardian також підтвердили загибель десятків сирійських бойовиків.

### Вірменські добровольці та курдське ополчення
Перед конфліктом турецькі джерела стверджували, що багато членів Загонів народної оборони (ЗНО) та Робітничої партії Курдистану (РПК) з Іраку та Сирії були переведені до Нагірного Карабаху з метою підготовки вірменських ополченців проти Азербайджану, а 30 вересня турецькі джерела стверджували, що близько 300 бойовиків РПК були перекинуті до Нагірного Карабаху через Іран. Однак, за словами одного з коментаторів Washington Post, «є підстави сумніватися» у цих твердженнях, оскільки Туреччина в минулому робила сумнівні заяви щодо діяльності РПК та ЗНО. Коментатор Jerusalem Post писав, що пропозиції Daily Sabah щодо участі РКП/ЗНО у Карабасі «мали на меті створити виправдання для Туреччини, щоб заявити, що її „безпека“ знаходиться під загрозою з боку „РПК“ і що вона може вторгнутися». Коментатор відмітив, що Туреччина вже використовувала приклад з нейтралізації «терористів» для нападу на північ Іраку та Сирії.
28 вересня Міністерство оборони Азербайджану заявило, що серед вірменських жертв були найманці вірменського походження з Сирії та з різних країн Близького Сходу. Цього ж дня міністр оборони Туреччини Хулусі Акар заявив, що Вірменія повинна «відправити назад найманців і терористів, які привезла з-за кордону».
30 вересня Хікмат Гаджиєв заявив, що «міжнародна спільнота повинна адекватно реагувати на використання терористичних сил Вірменією». Сирійський спостережний центр за правами людини заявив, що сирійські бойовики вірменського походження були перевезені до Вірменії для боротьби з Азербайджаном.
5 жовтня Міністерство закордонних справ Азербайджану заявило, що Вірменія широко використовувала іноземні терористичні сили і найманців проти Азербайджану. У міністерстві додали, що є чіткі факти про прибуття людей вірменського походження в Нагірний Карабах з Близького Сходу, особливо з Сирії, Лівану, а згодом з Росії, Грузії, Греції, Об'єднаних Арабських Еміратів та інших країн.

### Росія та Іран
Під час конфлікту азербайджанські та іранські ЗМІ повідомляли, що російське озброєння та військову техніку транспортували до Вірменії через Іран. 29 вересня Міністерство закордонних справ Ірану спростувало ці твердження. Наступного дня азербайджанські проурядові ЗМІ поділилися відеокадрами, на яких, як повідомляється, видно, що військова техніка транспортується до Вірменії через Іран. Азербайджанський депутат Сабір Рустамханлі заявив, що Іран займався транспортуванням зброї з різних країн до Вірменії. Згодом у парламенті Азербайджану Рустамханлі запропонував відкрити посольство Азербайджану в Ізраїлі. Глава адміністрації президента Ірану Махмуд Ваєзі під час телефонного дзвінка з віцепрем'єр-міністром Азербайджану Шахіном Мустафаєвим спростував заяви та заявив, що вони спрямовані на підрив відносин обох країн. Крім того, іранські державні ЗМІ заявили, що вантажівки, зображені на кадрах, складаються з партій вантажівок КамАЗ, які уряд Вірменії раніше придбав у Росії.Іран перебуває в конфліктній ситуації, оскільки він завжди поважав і визнавав територіальну цілісність сусідньої «країни-шиїта» Азербайджану, але також збивав азербайджанські безпілотники, які пролітали над його повітряним простором. Іран, як правило, обережно ставиться до конфлікту, що розширюється до його кордонів.
28 вересня російські ЗМІ повідомили, що російські приватні військові компанії готові воювати проти Азербайджану в Нагірному Карабасі. 1 жовтня російський підрозділ «Радіо Свобода», посилаючись на джерело з групи «Вагнера», повідомив, що вони вже перебувають у Карабасі та беруть участь у бойових діях. Пов'язаний з групою «Вагнер» російський бізнесмен Євген Пригожин заперечив це. В боях за Гадрут загинув солдат армії НКР російського походження Олександр Нечаєв.

## Міжнародна реакція

### Міжнаціональні організації
ООН засудила конфлікт і закликали обидві сторони знизити напруженість і без зволікання відновити конструктивні переговори. Афганістан, Пакистан, Туреччина і Північний Кіпр висловили підтримку Азербайджану, Туреччина надала Азербайджану військову підтримку, хоча масштаби її підтримки суперечливі.
Міжнародні аналітики вважають, що бойові дії, ймовірно, були ініційовані Азербайджаном, і що основними цілями наступу, ймовірно, будуть звільнення менш гористих районів на півдні Нагірного Карабаху, які легше звільнити, ніж добре укріплені внутрішні частини регіону. Підтримка Азербайджану Туреччиною розглядається як спроба розширити сферу свого впливу як за рахунок посилення позиції Азербайджану в конфлікті, так і за рахунок зменшення впливу Росії в регіоні.
Президент Європейської Ради Шарль Мішель закликав до двостороннього припинення бойових дій. Аналогічну заявив зробив Генеральний секретар ООН Антоніу Гутерреш, після чого Рада Безпеки ООН засудила конфлікт. ОБСЄ також закликала припинити воєнні дії. Генеральний секретар Організації американських держав Луїс Альмаґро вимагав від Азербайджану припинити бойові дії.
Тюркська рада підтвердила свої зобов'язання «дотримуватися норм і принципів міжнародного права», підтвердила важливість швидкого врегулювання вірмено-азербайджанського конфлікту "на основі суверенітету, територіальної цілісності та недоторканності міжнародно визнаних кордонів Республіки Азербайджан ", і нагадав, «що відповідні резолюції Ради Безпеки ООН, зокрема Резолюція 853 Ради Безпеки ООН 1993 року, вимагають негайного, безумовного та повного виведення збройних сил Вірменії з усіх окупованих територій Азербайджанської Республіки».

### Держави
Представники кількох країн — включаючи Албанію, Аргентину, Ватикан, Велику Британію, Грецію, Грузію, Естонію, Індію, Індонезію, Казахстан, Канаду, Китай, Латвію, Литву, Молдову, Німеччину, Польщу, Румунію, Росію, Саудівську Аравію, США, Уругвай, Францію, Хорватію та Чилі — закликали до мирного вирішення конфлікту.
Уряди Афганістану, Пакистану, Туреччини та частково визнаного (Туреччиною) Північного Кіпру виразили підтримку Азербайджану, звинувативши Вірменію у порушенні режиму припинення вогню. 1 жовтня Туреччина виступила із заявою, в якій відхилила спільні вимоги Франції, Росії та США про припинення вогню. Іран закликав до мирного вирішення конфлікту, з дотриманням територіальної цілісності Азербайджану та виведенням вірменських військ з окупованих територій. Боснякський член Президії Боснії і Герцеговини Шефік Джаферович та лідер його Партії демократичної дії Бакір Ізетбегович висловили свою підтримку Азербайджану, засудивши Вірменію та порівнявши ситуацію з ситуацією у Боснійській війні 1992—1995 років. Угорщина заявила, що підтримує зменшення напруженості, проте також заявила, що підтримує територіальну цілісність Азербайджану, заявивши, що «Нагірний Карабах з вірменською більшістю знаходиться в межах Азербайджану». Аналогічну заяву зробила Україна, однак додала, що вона не надаватиме військової допомоги ні Вірменії, ні Азербайджану, і що вона хоче уникнути внутрішнього етнічного конфлікту між вірменською і азербайджанською діаспорою.
Кіпр опублікував заяву, в якій засуджував Азербайджан за порушення режиму припинення вогню та ескалацію з боку учасників та третіх сторін, закликавши повернутися до мирних переговорів. Невизнане міжнародною спільнотою самопроголошене Придністров'я разом з двома іншими невизнаними країнами, Абхазією та Південною Осетією, визнало незалежність Республіки Арцах, висловило своє бажання вирішити конфлікт і співчуття «братньому народові Арцаха».
Посол Вірменії в США Варужан Нерсесян запросив США втрутитися у конфлікт, як і його азербайджанський колега Елін Сулейманов.

### Діаспора

#### Вірменська діаспора
1 жовтня вірменська меншина Південної Осетії засудила дії Азербайджану, який, за її словами, за підтримки Туреччини атакував міста Арцаха. Вони також згадали вірмен, які допомагали Південній Осетії під час російсько-грузинської війни, учасником якої вона була, і що єдиним виходом було визнання незалежності Республіки Арцах. Тим часом вірменська меншина Грузії (Джавахетія) висловила стурбованість конфліктом і спробувала направити допомогу до Вірменії і Арцаху.
Лідер вірменської діаспори в Хорватії Катарина Оганесян попросила підтримки проти того, що вона назвала геноцидом вірмен.

#### Азербайджанська діаспора
2 жовтня в іранських містах, в тому числі в столиці Тегерані, Тебризі, відбулися декілька протестів на підтримку Азербайджану. Іранські азербайджанці скандували гасла азербайджанською мовою, в тому числі «Карабах — наш. Він залишиться нашим». Того ж дня близько 50 азербайджанців Молдови зустрілися в столиці країни Кишиневі з послом Азербайджану в Молдові Ґудсі Османовим і висловили свою підтримку азербайджанській армії, заявивши, що вони «готові виконувати всі накази і вказівки президента Азербайджану […] Ільхама Алієва». Після цього вони заявили, що нададуть фінансову допомогу Фонду допомоги збройним силам Азербайджану. Спочатку на захід збиралися бути присутнім 500 осіб, але це виявилося неможливим через пандемію COVID-19.
3 жовтня азербайджанці Грузії виразили готовність воювати за Азербайджан і впевненість, що Азербайджан поверне Нагірний Карабах.